# Brachymenium meruense
Brachymenium meruense là một loài Rêu trong họ Bryaceae. Loài này được (Müll. Hal.) Lindau mô tả khoa học đầu tiên năm 1895.